# Fulcinia lobata
Fulcinia lobata är en bönsyrseart som beskrevs av Werner 1928. Fulcinia lobata ingår i släktet Fulcinia och familjen Iridopterygidae. Inga underarter finns listade i Catalogue of Life.